# 診断メーカー
診断メーカー（しんだんメーカー）とは、Twitterなどのソーシャルサービスで呟ける、ランダムで結果を出すおもしろ診断を気軽に作成できるサイトである。

## 概要
診断メーカーにアクセスすると、画面上部に「作る」「人気診断」「作者」「つぶやき」というバーが表示される。
このうち「人気診断」をクリックすると、今人気の「HOT診断」が表示される。また、その画面からほかのランキング画面に移ることもできる。
「作者」をクリックすると、今人気の診断を作っている作者30人が表示される。作者ランキングは、日別、月別ランキングも出る。
「つぶやき」は、みんなの診断結果に関するTwitterでのツイートを一度に閲覧できる項目である。
診断のページには、名前を入れる欄があり、そこに名前を入れて「診断する！」をクリックすると、ランダムに結果が出てくる仕様がある。この診断結果は、Twitterなどのソーシャルサービスで呟くことができる（診断メーカーにTwitterアカウントでログインする必要がある）。なお、入力した名前は、サイトには記録されない事となっている。
診断メーカーには公式Twitterアカウントがあり、そこで人気診断を紹介している。

## 診断を作る

### 診断の作り方
診断を作るには、ホーム上部の「作る」をクリックする。診断メーカーに作品をアップするには、Twitterアカウントが必要である（このサイトが、Twitterアカウントを利用するTwitter APIシステムを使用しているため）。もしTwitterアカウントでログインしていない場合、診断作成前にログインを求められる。
診断作成ページでは、まずタイトル・説明を入力する。「診断結果基本テキスト」の欄に、結果を入力する。その際、「[LIST]」などのボタンがある。「LIST」機能は、診断した名前によって結果を変更することができるシステムだ。結果を変えたいところに「[LIST]」などを埋め込め、下にある「リスト1」（LIST1）にその変えたい結果の内容を入力すると、結果が名前によって変わる。このリストは最大10個使用できる。
また、「登録済みリスト」の欄には、47都道府県、365日のそれぞれが全部入ったリストを一括製作できるほか、連番機能を使用して1から100までの」すべての数を一気に入力することもできる。
診断の作成が終わったら、テーマ（カテゴリ）、ハッシュタグ（診断したユーザーがTwitter投稿する際に使用）を任意で入力し、言語と、公開するかどうかを設定し、「診断を作成する！」ボタンをクリックする。最終確認画面が表示されるので、一通りチェックした後、「確認」ボタンを押すと、診断のアップロードが完了となる。なお、公開設定を「非公開」にすると、自分以外のユーザーはその診断ができない。
アップロードした診断は、「新着診断」というリストに掲載される（「人気診断」のページから移ることができる）。そこでたくさんの人に診断してもらうことができ、少し多くの診断数を稼いだものは、「PICKUP診断」と呼ばれる、直近24時間以内に作られた診断のみのランキングに掲載される。そこでさらに診断数が獲得できた診断は、「HOT診断」ランキングに掲載される。

### 診断を作る際の注意点
診断メーカーで診断を作る際、以下の注意点がある。
1. 同じ名前の診断を作ることができない。
2. 関数に関する説明が少ない。

なお関数に関しては、診断メーカーのブログポストに掲載されているが、診断作成画面には表示されていないことに注意。